# NGC 380
NGC 380 je galaksija u zviježđu Ribe.

## Vanjske poveznice
- SEDS: NGC 380